# Heilige Nacht (Thoma)
Heilige Nacht ist der Titel eines Versepos des bayerischen Schriftstellers Ludwig Thoma, das 1917 veröffentlicht wurde. Es erzählt die Weihnachtsgeschichte nach dem Lukasevangelium in bairischem Dialekt.

## Handlung
Ludwig Thoma überführt in der „Heiligen Nacht“ die klassische Weihnachtsgeschichte in den bayerisch-bäuerlichen Alltag. Die schwangere Maria stapft bis zur totalen Erschöpfung durch das verschneite Bayern und wird auf der Suche nach einer Herberge immer wieder abgewiesen.
Dabei kommt insbesondere der Unterschied zwischen Armut und Reichtum zur Geltung, der sowohl in der biblischen Geschichte, als auch im bayerischen Alltag vorhanden ist.

## Werkgeschichte
Bertl Schultes berichtete von der Entstehungsgeschichte, dass Thoma mit einem Jäger bei großer Kälte in den Tegernseer Bergen im Advent 1915 auf der Jagd war. Der Jäger hörte Thoma vor sich hin sagen: „Im Wald is so staad, alle Weg san verwaht“ – zwei Verse der Dichtung, die der Schriftsteller in der folgenden Zeit bis März 1916 in der Bauernstube seines Landhauses „Auf der Tuftn“ in Rottach verfasste. Einem Freund schrieb Thoma später: „Es ließ sich mühelos und von Herzen herunter dichten und war angeregt vom Schnee und stillen, sternenhellen Winternächten“. Auch ist die Erzählung geprägt von Thomas Kindheit in den Forsthäusern Vorderriß und Oberammergau. Der Schriftsteller berichtete von einem geplanten Krippenspiel: „Wir wollten ein Krippenspiel machen: [Ignatius Taschner] die Bilder, ich den Text. Dazu Musik von Max Reger – das wäre was geworden!“
Den ersten Teil der „Heiligen Nacht“ sandte Thoma kurz vor Weihnachten 1915 den beiden Töchtern seines bereits 1913 verstorbenen Freundes Ignatius Taschner zu. Er schrieb dazu, er habe „diese Verse […] im Andenken an Euren lieben Vater [Ignatius Taschner]“ gemacht. Den zweiten Teil der Erzählung schickte Thoma den Taschner-Töchtern am 26. Dezember des Folgejahres.
Im Jahr 1917 veröffentlichte der Münchner Albert Langen Verlag die „Heilige Nacht“, illustriert von Wilhelm Schulz.

## Sprache
Die „Heilige Nacht“ ist in einem bairischen Dialekt verfasst, den Thoma wohl „Lenggrieser Dialekt“ nannte, der aber nicht als eigener Sprachtypus bekannt ist. Dies ist auch ungewöhnlich, da der seit 1908 am Tegernsee lebende Autor keinen Bezug zum zehn Kilometer westlich liegenden Lenggries hatte. Auffällig sind einzelne eher Tiroler Dialektwörter, wie z. B. „Enk“ für „Euch“ und „Klumsn“ für den Spalt zwischen zwei Holzbrettern.

## Hörbuch
- Heilige Nacht, gesprochen von Gustl Bayrhammer 1987, ISBN 978-3867173162.